# Ornithobilharzia pricei
Ornithobilharzia pricei är en plattmaskart. Ornithobilharzia pricei ingår i släktet Ornithobilharzia och familjen Schistosomatidae. Inga underarter finns listade i Catalogue of Life.